# 2015年乐山“4·15”连环杀人案
2015年乐山“4•15”连环杀人案，又称米陕杰案，是指开始于2015年4月15日中午12时20分，在中国四川省乐山市市中区城区多地发生的系列杀人案。一名叫米陕杰的41岁男子先后在乐山市市中区城区的南方大酒店地下停车场、海棠广场和肖坝街道办事处大田社区杀害了其三弟米延杰、大哥米川杰，刺伤米川杰女友黄某（送医院后抢救无效死亡）。4月16日上午11时30分，杀人者米陕杰于乐山市市中区冠英镇被警方抓获，被抓获前企图服毒自杀，随后被送往乐山市人民医院抢救。当日还在其家中发现了一具男尸，这名死亡者被鉴定为吸毒身亡，并非他杀。
2016年7月12日下午，乐山市中级人民法院对米陕杰案做出一审裁决。在审理过程中，米陕杰蓄意杀人，并令三人死亡，这一点构成了故意杀人罪；米陕杰还为吸食海洛因者提供场所，构成了容留他人吸毒罪。综上所诉，米陕杰被判处死刑。

## 扩展阅读
1. 人民网（页面存档备份，存于）
2. 四川在线（页面存档备份，存于）
3. 凤凰网 （页面存档备份，存于）